# Giennadij Zajcew
Giennadij Nikołajewicz Zajcew (ros. Геннадий Николаевич Зайцев, ur. 11 września 1934 w miejscowości Lamino w Kraju Permskim) – dowódca Grupy Alfa KGB, generał major, Bohater Związku Radzieckiego (1986).

## Życiorys
Do 1948 skończył 7 klas szkoły, pracował jako elektryk w fabryce, od 1953 służył w wojskach KGB, od 1957 należał do KPZR. Od 1959 służył w 7 Zarządzie KGB ZSRR, w 1966 zaocznie ukończył Wyższą Szkołę KGB im. Dzierżyńskiego, w 1967 został szefem osobistej ochrony Andropowa, później był m.in. zastępcą szefa wydziału Zarządu 7 KGB ZSRR, a od 10 listopada 1977 do 4 listopada 1988 dowódcą Grupy Alfa Wydziału 5 Zarządu 7 KGB ZSRR. Brał udział w wielu akcjach uwalniania zakładników i neutralizowania porywaczy, a latem 1978 kierował w Hawanie grupą doradców „Alfy” i marynarzy Floty Czarnomorskiej ubezpieczającej radzieckie okręty podwodne „Gruzija” i „Leonid Sobinow”. Od grudnia 1988 do 1991 był zastępcą szefa Zarządu 7 KGB ZSRR, 22 października 1990 otrzymał stopień generała majora, w 1992 był zastępcą szefa jednego z zarządów Ministerstwa Bezpieczeństwa Rosji, a od 4 lipca 1992 do 31 stycznia 1995 szefem Grupy „Alfa” Głównego Zarządu Ochrony Rosji, następnie zakończył służbę.

## Odznaczenia
- Złota Gwiazda Bohatera Związku Radzieckiego (1 grudnia 1986)
- Order Lenina (1 grudnia 1986)
- Order Czerwonego Sztandaru
- Order Czerwonego Sztandaru Pracy
- Order „Za zasługi dla Ojczyzny” IV klasy (2009)

I medale oraz odznaczenia resortowe.